# Grand Prix-wegrace van Oostenrijk 1975
De Grand Prix-wegrace van Oostenrijk 1975 was derde race van wereldkampioenschap wegrace in het seizoen 1975. De race werd verreden op 4 mei 1975 op de Salzburgring nabij Salzburg. 

## 500 cc
De start in Oostenrijk werd vertraagd omdat Barry Sheene, die van de wedstrijdarts een startverbod had gekregen omdat zijn been na een val in de Daytona 200 nog niet genezen was, toch aan de start verscheen. Toen Sheene na veel discussie verwijderd was bleek Giacomo Agostini op een (verboden) slickband te staan. Een aantal coureurs wezen de organisatie hierop, maar Agostini mocht toch starten. Uiteindelijk verliep de start vrij rommelig omdat de machines zo koud geworden waren dat ze moeilijk aansloegen. De Yamaha's van Agostini en Kanaya waren in de training al twee volle seconden sneller geweest dan de concurrentie en Agostini ging zestien ronden lang aan de leiding van de race. Toen liep zijn Yamaha weer vast (dat was hem in de 350 cc race ook al overkomen) en Kanaya won onbedreigd. Teuvo Länsivuori werd tweede en Phil Read werd derde.

### Uitslag
| Pos. | Coureur           | Merk            | Tijd       | Punten |
| ---- | ----------------- | --------------- | ---------- | ------ |
| 1    | Hideo Kanaya      | Yamaha          | 59' 53" 44 | 15     |
| 2    | Teuvo Länsivuori  | Suzuki          | +11" 62    | 12     |
| 3    | Phil Read         | MV Agusta       | +22" 97    | 10     |
| 4    | Armando Toracca   | MV Agusta       | +50" 57    | 8      |
| 5    | Horst Lahfeld     | König           | +1 ronde   | 6      |
| 6    | Dieter Braun      | Yamaha          | +1 ronde   | 5      |
| 7    | Karl Auer         | Yamaha          | +1 ronde   | 4      |
| 8    | Tom Herron        | Yamaha          | +1 ronde   | 3      |
| 9    | Alex George       | Yamaha          | +1 ronde   | 2      |
| 10   | Thierry Tchernine | Yamaha          | +2 ronden  | 1      |
| 11   | Charlie Williams  | Maxton-Yamaha   | +2 ronden  |        |
| 12   | Reinhard Hiller   | König           | +2 ronden  |        |
| 13   | Helmut Kassner    | Yamaha          | +2 ronden  |        |
| 14   | Alfred Bahjohr    | König           | +3 ronden  |        |
| 15   | Hans Braumandl    | Yamaha          | +3 ronden  |        |
| 16   | Boet van Dulmen   | Yamaha          | +3 ronden  |        |
| 17   | Frank Fellmann    | König           | +4 ronden  |        |
| 18   | Edmund Czihak     | König           | +4 ronden  |        |
| 19   | Max Wiener        | Rotax           | +5 ronden  |        |
| 20   | Peter Baláž       | Yamaha          | +5 ronden  |        |
| 21   | Walter Kaletsch   | Yamaha          |            |        |
| DNF  | Patrick Pons      | Yamaha          |            |        |
| DNF  | Jack Findlay      | Yamaha          |            |        |
| DNF  | Stan Woods        | Suzuki          |            |        |
| DNF  | John Williams     | Yamaha          |            |        |
| DNF  | Hans Stadelmann   | Yamaha          |            |        |
| DNF  | Giacomo Agostini  | Yamaha          | vastloper  |        |
| DNF  | Ernst Hiller      | König           |            |        |
| DNF  | Gary Scott        | Harley-Davidson |            |        |
| DNF  | Victor Palomo     | Yamaha          |            |        |
| DNF  | Franz Laimböck    | Yamaha          |            |        |
| DNF  | Edu Celso-Santos  | Yamaha          |            |        |
| DNF  | Michael Schmid    | Rotax           |            |        |
| DNF  | Chas Mortimer     | Maxton-Yamaha   |            |        |
| DNF  | Steve Ellis       | Yamaha          |            |        |
| DNF  | John Newbold      | Suzuki          |            |        |
| DNS  | Barry Sheene      | Suzuki          |            |        |

## 350 cc
De 350 cc race in Oostenrijk was weliswaar spannend, maar de grootste kanshebbers Cecotto en Agostini vielen al in de eerste ronde uit. Cecotto botste tegen de motor van de gevallen János Drapál. John Williams viel in dezelfde bocht tegelijkertijd met Drapál en hun machines schoven door de verkanting van de baan terug op het circuit. Er ontstond een gevaarlijke situatie doordat Drapál midden op het circuit terecht was gekomen en zich tussen de naderende coureurs door een weg naar veiligheid moest banen, terwijl Williams versuft op de baan lag. Drapál, die door een vastloper gevallen was, brak een arm en Williams brak een sleutelbeen. Agostini kreeg een vastloper. Hideo Kanaya nam voor Yamaha de honneurs waar, achtervolgd door Víctor Palomo, tot die een lekke band kreeg. Toen nam Edu Celso-Santos met de door Ferry Swaep getunede Yamaha de tweede plaats over, maar hij moest Chas Mortimer en Jon Ekerold voorbij laten gaan. Mortimer kreeg ook een vastloper, Ekerold werd tweede en Celso-Santos werd derde.

### Uitslag 350 cc
| Pos. | Coureur            | Merk          | Tijd       | Punten |
| ---- | ------------------ | ------------- | ---------- | ------ |
| 1    | Hideo Kanaya       | Yamaha        | 50' 03" 71 | 15     |
| 2    | Jon Ekerold        | Yamaha        | +25" 66    | 12     |
| 3    | Edu Celso-Santos   | Yamaha        | +34" 78    | 10     |
| 4    | Philippe Coulon    | Yamaha        | +57" 29    | 8      |
| 5    | Patrick Pons       | Yamaha        | +57" 71    | 6      |
| 6    | Toni Mang          | SMZ           | +58" 08    | 5      |
| 7    | Gérard Choukroun   | Yamaha        | +58" 25    | 4      |
| 8    | Hans Stadelmann    | Yamaha        | +1' 15" 87 | 3      |
| 9    | Pentti Korhonen    | Yamaha        | +1' 18" 58 | 2      |
| 10   | Max Wiener         | Yamaha        | +1 ronde   | 1      |
| 11   | Boet van Dulmen    | Yamaha        | +1 ronde   |        |
| 12   | Franz Weidacher    | Yamaha        | +1 ronde   |        |
| 13   | Gyula Marsovszky   | Yamaha        | +1 ronde   |        |
| 14   | Johann Patzer      | Yamaha        | +1 ronde   |        |
| 15   | Roland Weiss       | Yamaha        | +1 ronde   |        |
| 16   | Werner Schmid      | Yamaha        | +1 ronde   |        |
| DNF  | Johnny Cecotto     | Yamaha        | val        |        |
| DNF  | János Drapál       | Yamaha        | val        |        |
| DNF  | John Williams      | Yamaha        | val        |        |
| DNF  | Edmar Ferreira     | Yamaha        | val        |        |
| DNF  | Werner Fagerer     | Yamaha        | val        |        |
| DNF  | Chas Mortimer      | Maxton-Yamaha | vastloper  |        |
| DNF  | Peter McKinley     | Yamaha        |            |        |
| DNF  | Olivier Chevallier | Yamaha        |            |        |
| DNF  | Dieter Braun       | Yamaha        |            |        |
| DNF  | Tom Herron         | Yamaha        |            |        |
| DNF  | Bruno Kneubühler   | Yamaha        |            |        |
| DNF  | Jack Findlay       | Yamaha        |            |        |
| DNF  | Victor Palomo      | SMAC-Yamaha   |            |        |
| DNF  | Giacomo Agostini   | Yamaha        | vastloper  |        |
| DNF  | Helmut Kassner     | Yamaha        |            |        |
| DNF  | Charlie Williams   | Yamaha        |            |        |
| DNF  | Tapio Virtanen     | MZ            |            |        |

## 125 cc
In Oostenrijk waren de Morbidelli's zo sterk, dat Pier Paolo Bianchi en Paolo Pileri de hele race aan kop gingen. Teamorders waren er ook, want in de laatste ronde wachtte Bianchi op Pileri om hem te laten winnen. Kent Andersson leek derde te worden, maar in de laatste ronde moest hij vanwege benzinegebrek langzamer rijden. Hij had daarbij niet in de gaten dat Henk van Kessel hem met zijn Bridgestone al op de hielen zat en van Kessel werd dan ook derde.

### Uitslag 125 cc
| Pos. | Coureur            | Merk               | Tijd       | Punten |
| ---- | ------------------ | ------------------ | ---------- | ------ |
| 1    | Paolo Pileri       | Morbidelli         | 47' 31" 31 | 15     |
| 2    | Pier Paolo Bianchi | Morbidelli         | +0" 39     | 12     |
| 3    | Henk van Kessel    | Bridgestone-Yamaha | +32" 02    | 10     |
| 4    | Kent Andersson     | Yamaha             | +32" 32    | 8      |
| 5    | Leif Gustafsson    | Yamaha             | +41" 87    | 6      |
| 6    | Bruno Kneubühler   | Yamaha             | +1' 28" 2  | 5      |
| 7    | Patrick Fernandez  | Yamaha             | +1 ronde   | 4      |
| 8    | Horst Seel         | Seel-Maico         | +1 ronde   | 3      |
| 9    | Johann Zemsauer    | Rotax              | +1 ronde   | 2      |
| 10   | Hans Müller        | Yamaha             | +1 ronde   | 1      |
| 11   | Aldo Pero          | Yamaha             | +2 ronden  |        |
| 12   | Pentti Salonen     | Yamaha             |            |        |
| 13   | Seppo Kangasniemi  | Yamaha             |            |        |
| 14   | Ernst Fagerer      | Maico              |            |        |
| 15   | Franz Leitner      | Maico              |            |        |
| 16   | Michael Fahrmeir   | Yamaha             |            |        |
| 17   | Harry Hoffmann     | Maico              |            |        |
| 18   | László Szabó       | MZ                 |            |        |
| 19   | Walter Winkler     | Yamaha             |            |        |
| 20   | Jiri Kopitar       | Maico              |            |        |
| DNF  | Peter Frohnmeyer   | Maico              |            |        |
| DNF  | Gert Bender        | Bender             |            |        |
| DNF  | Thierry Tchernine  | Yamaha             |            |        |
| DNF  | Herbert Rittberger | Yamaha             |            |        |
| DNF  | Cees van Dongen    | Yamaha             |            |        |
| DNF  | Hans-Jürgen Hummel | Yamaha             |            |        |
| DNF  | Harald Bartol      | Suzuki             |            |        |
| DNF  | Géza Repitz        | MZ                 |            |        |
| DNF  | Eugenio Lazzarini  | Piovaticci         |            |        |

## Zijspanklasse
Behalve het duo Hermann Schmid/Martial Jean-Petit-Matile had in Frankrijk een tweede onbekende combinatie goed getraind: Angelo Pantellini/Freddo Mazzoni, eveneens uit Zwitserland. Zij waren toen slechts vijfde geworden, maar in Oostenrijk leverden ze met hun König een prachtig gevecht om de overwinning met Rolf Steinhausen/Josef Huber (Busch-König). Steinhausen won nipt. Er werd ook hard gevochten om de derde plaats, tussen Hobson/Armstrong (Yamaha) en Prügl/Kußberger (König), tot Hobson in de voorlaatste ronde uitviel.

### Uitslag zijspanklasse
| Pos | Coureur               | Bakkenist           | Merk          | Tijd       | Punten |
| --- | --------------------- | ------------------- | ------------- | ---------- | ------ |
| 1   | Rolf Steinhausen      | Josef Huber         | Busch-König   | 47' 05" 75 | 15     |
| 2   | Angelo Pantellini     | Freddo Mazzoni      | König         | +0" 99     | 12     |
| 3   | Herbert Prügl         | Johann Kußberger    | König         | +1' 05" 47 | 10     |
| 4   | Heinz Luthringshauser | Hermann Hahn        | Busch Spezial |            | 8      |
| 5   | Gerry Boret           | Nigel Boret         | Renwick-König |            | 6      |
| 6   | George O'Dell         | Alan Gosling        | Renwick-König |            | 5      |
| 7   | Amedeo Zini           | Andrea Fornaro      | König         | +2 ronden  | 4      |
| 8   | Rolf Biland           | Freddy Freiburghaus | Seymaz-Yamaha |            | 3      |

1927 · 1928 · 1929 · 1930 · 1947 · 1948 · 1950 · 1951 · 1952 · 1953 · 1954 · 1955 · 1956 · 1957 · 1958 · 1959 · 1960 · 1961 · 1962 · 1963 · 1964 · 1965 · 1966 · 1967 · 1968 · 1969 · 1970 · 1971 · 1972 · 1973 · 1974 · 1975 · 1976 · 1977 · 1978 · 1979 · 1981 · 1982 · 1983 · 1984 · 1985 · 1986 · 1987 · 1988 · 1989 · 1990 · 1991 · 1993 · 1994 · 1996 · 1997 · 2016 · 2017 · 2018 · 2019 · 2020 · 2021 · 2022 · 2023 · 2024 · 2025